# オリオン書房
オリオン書房（オリオンしょぼう）は、日販傘下のNICリテールズ株式会社が運営する書店・文具店である。本稿では2018年までは万田商事株式会社の商号であった運営会社の株式会社リブロプラスについても述べる。

## 概要
東京都立川市を中心に、多摩北部に展開。練馬区にも出店している。創業は1948年（昭和23年）12月で、店舗は立川駅南口、現在のアレアレア2にあった。8店舗のうち半数に当たる4店舗が立川市内にあり、ドミナント戦略をとっている。近年は市外にも進出しており、市外にある店舗のうち3店舗は事業停止した雄峰堂書店の跡地に出店したものである。立川駅のエキナカ商業施設ecute立川内に書籍とカフェの複合店舗『PAPER WALL ecute立川店』を営業している。本を購入した際に包装されるブックカバーは店名にちなんだオリオン座のデザインである。

## 店名の由来
「オリオン」は馴染み深く多くの人に愛される星であり、それにあやかり「地域に根ざし、地域に愛される本屋で在りたい」という願いから。また、創業時の12月にオリオン座が一番星に君臨していたことから。

## 沿革
- 1948年12月 - 現在のアレアレア2の地にて創業。
- 2008年7月1日 - 営業を停止した雄峰堂書店の上石神井店、秋津店、所沢東口店、小平店の4店舗跡地に出店[2]。所沢東口店は後に閉店。
- 2013年7月1日 - グループである立川中央産業、立川興産と合併。新たに多摩中央産業となる[3]。
- 2013年9月1日 - 会社分割により再び万田商事を設立。日販、カルチュア・コンビニエンス・クラブと提携[3]。
- 2018年9月1日 - リブロプラスへ商号を変更し、日販傘下のリブロ・株式会社あゆみBooksを吸収。登記上本店所在地は万田商事旧本社があった立川市、本社所在地はリブロ旧本社があった東京都豊島区池袋となった[4][5]。
- 2023年10月1日、NICリテールズ株式会社に合併し解散。

## 店舗一覧
- 立川市 
  - ルミネ店 ルミネ立川店8階
  - サザン店　サザン2階（グランデュオ下階）
  - ノルテ店 パークアベニュー3階
  - PAPER WALL ecute立川店　エキュート立川2階3階（JR立川駅改札内外）
- 国立市
  - PAPER WALL nonowa国立店
- 武蔵村山市
  - イオンモールむさし村山店
- 東村山市
  - エミオ秋津店 秋津駅南口（西武池袋線）
- 練馬区 
  - 上石神井店 上石神井駅北口

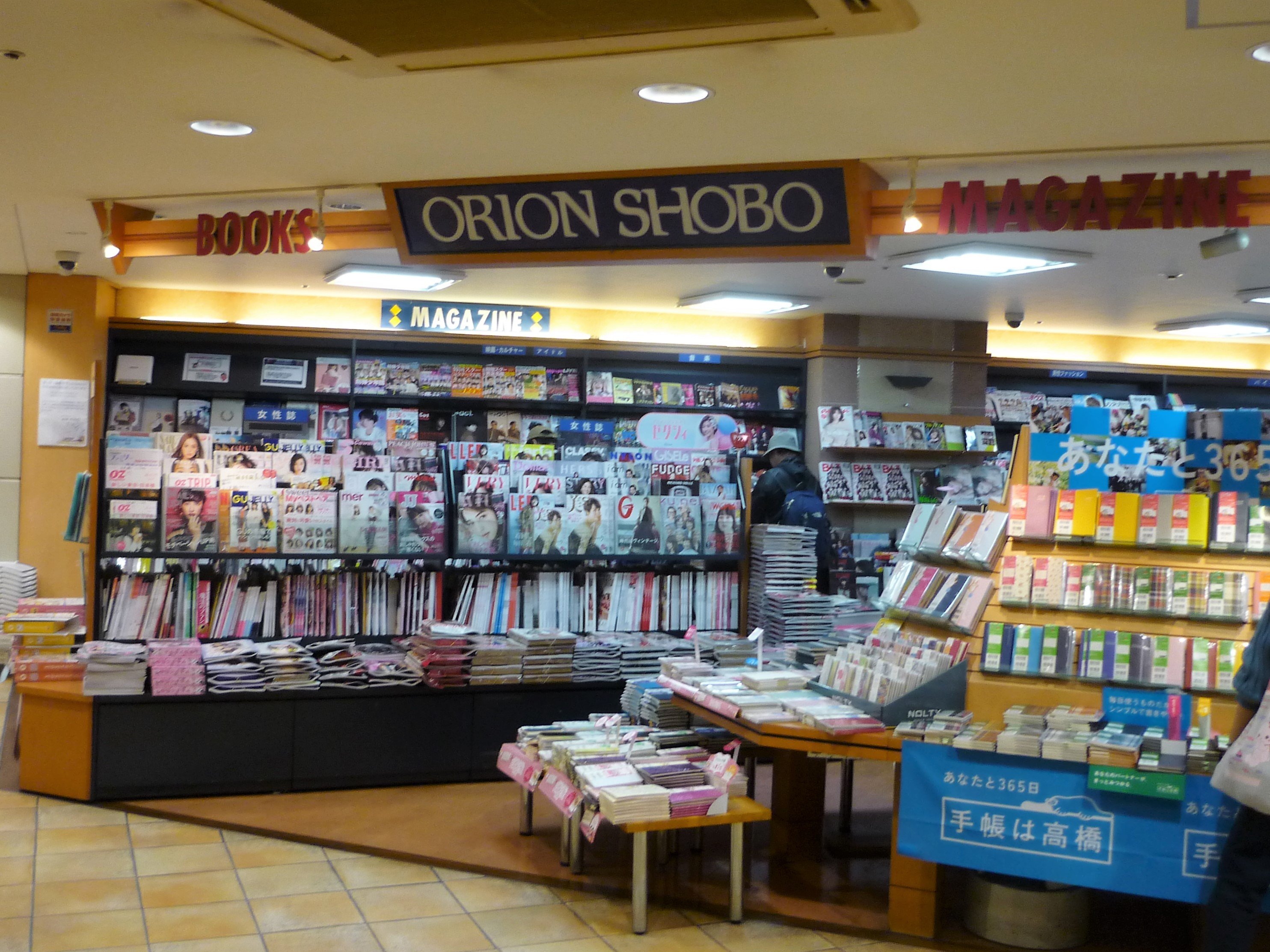
サザン店
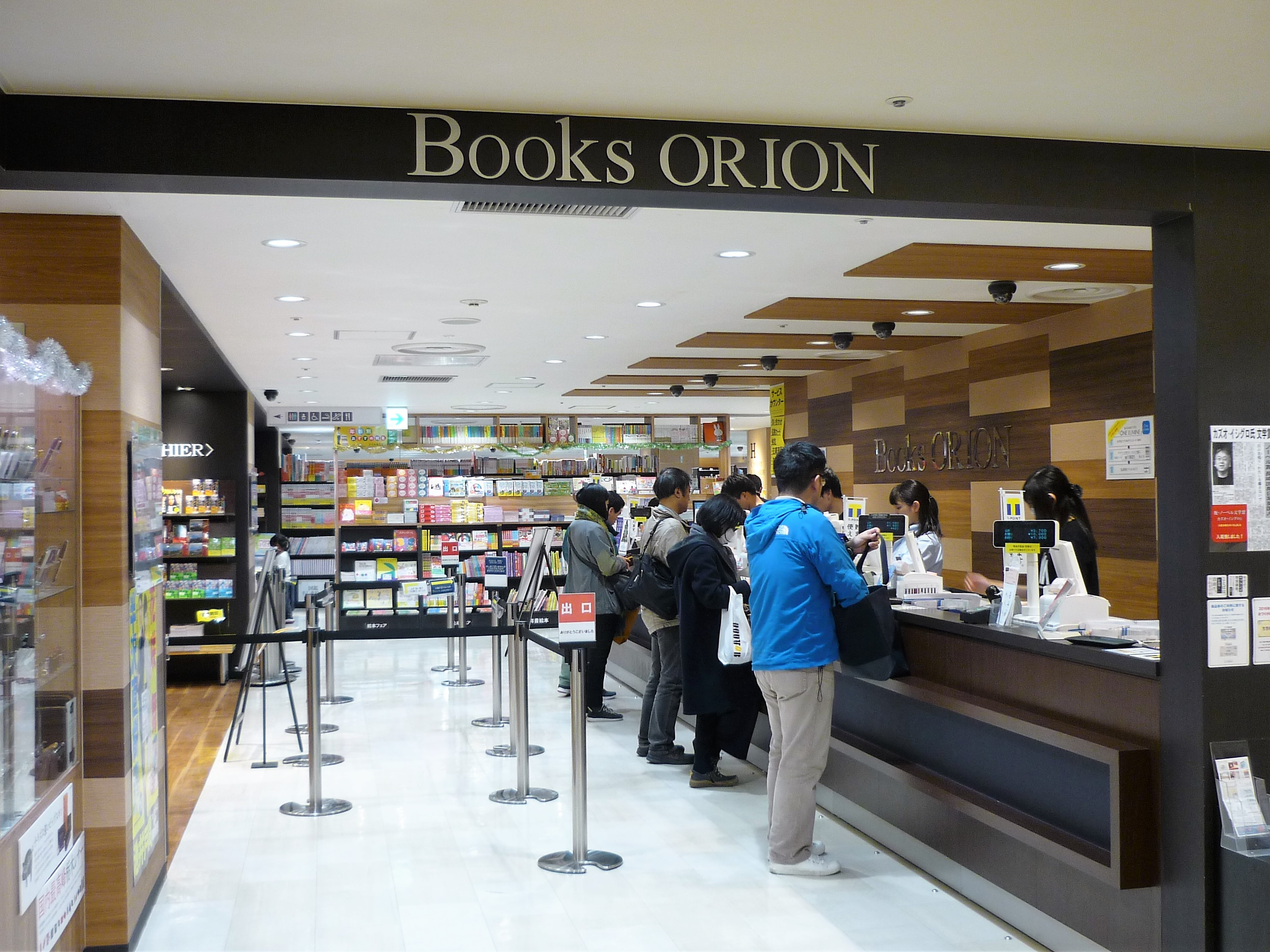
ルミネ立川店

### 閉店した店舗
- 立川市 
  - オリオンパピルス グランデュオ立川6階(2016年7月31日をもって閉店)
  - ららぽーと立川立飛店 ららぽーと立川立飛1階(2017年5月7日をもって閉店)
  - 高島屋立川店
  - 北口店 第一デパート3階
  - TSUTAYA柏町店 TSUTAYA柏町1階(2018年3月31日をもって株式会社ブラスに譲渡、2019年8月31日をもって閉店)
  - アレア店 アレアレア2 3階(2023年9月18日をもって閉店)
- 国分寺市
  - BOOKS ORION nonowa西国分寺2階・西国分寺駅（2016年5月27日をもって閉店）
- 小平市
  - 小平店 小平駅南口（2024年10月6日をもって閉店）
- 港区
  - PAPER WALL ecute品川店エキュート品川2階(JR品川駅改札内)
- 所沢市（埼玉県） 
  - 所沢店 所沢駅東口（直結）(2018年1月20日をもって閉店)
- 湯沢町（新潟県）
  - 越後湯沢店 越後湯沢駅（ビジターセンター）(2016年9月30日をもって閉店)